# USS Attu (CVE-102)
O USS Attu foi um porta-aviões de escolta da Marinha dos Estados Unidos. Foi nomeado Attu por causa da Batalha de Attu ocorrida nas Ilhas Aleutas em 1943, e foi construído para serviço durante a Segunda Guerra Mundial. Lançado em maio de 1944 e comissionado em junho ele serviu como transportador, transportador de aeronaves, e como transportador de reabastecimento, dando suporte para a Invasão de Iwo Jima e para a Batalha de Okinawa. No pós-guerra ele participou da Operação Tapete Mágico (inglês: Operation Magic Carpet). Foi descomissionado em junho de 1946 e vendido para desmanche em janeiro de 1947. O recém formado Estado de Israel tentou adquiri-lo mas foi descoberto planos para levar armamentos e o processo de aquisição do navio pela Agência Judaica falhou e ele foi revendido e rebatizado como Gay. E somente foi desmanchado em 1949.